# Rafith Rodríguez
Rafith Rodríguez Lleneres, né le 1er juin 1989 à El Bagre, est un athlète colombien, spécialiste du 800 mètres.

## Biographie
Son record est de 1 min 44 s 31, obtenu à Belém le 15 mai 2011. Il a participé aux Championnats du monde juniors à Bydgoszcz le 8 juillet 2008. Médaille d'or lors des Championnats d'Amérique du Sud d'athlétisme 2011 et ceux de 2013. Il remporte le titre du 800 m en 1 min 44 s 77, record des championnats lors des Championnats ibéro-américains d'athlétisme 2014. Il remporte la médaille d'argent sur 800 m et de bronze sur relais 4 x 400 m lors des Jeux d'Amérique centrale et des Caraïbes de 2014 à Xalapa.
En juin 2015 à Lima, il remporte le titre du 800 m en 1 min 46 s 48, redevenant champion d'Amérique du Sud pour la 3e fois consécutive.

## Palmarès
| Date | Compétition                              | Lieu                 | Résultat | Épreuve   | Temps         |
| ---- | ---------------------------------------- | -------------------- | -------- | --------- | ------------- |
| 2010 | Jeux sud-américains                      | Medellín             | 3e       | 4 × 400 m |               |
| 2011 | Championnats d'Amérique du Sud           | Buenos Aires         | 1er      | 800 m     | 1 min 51 s 38 |
| 2011 | Championnats d'Amérique du Sud           | Buenos Aires         | 2e       | 4 × 400 m | 3 min 9 s 67  |
| 2013 | Championnats d'Amérique du Sud           | Carthagène des Indes | 1er      | 800 m     | 1 min 46 s 34 |
| 2013 | Championnats d'Amérique du Sud           | Carthagène des Indes | 2e       | 4 × 400 m | 3 min 6 s 25  |
| 2014 | Jeux sud-américains                      | Santiago             | 2e       | 800 m     | 1 min 45 s 39 |
| 2014 | Jeux sud-américains                      | Santiago             | 3e       | 1 500 m   | 3 min 42 s 75 |
| 2014 | Jeux sud-américains                      | Santiago             | 3e       | 4 x 400 m | 3 min 10 s 15 |
| 2015 | Jeux panaméricains                       | Toronto              | 2e       | 800 m     | 1 min 47 s 23 |
| 2017 | Jeux bolivariens                         | Santa Marta          | 1er      | 800 m     | 1 min 46 s 84 |
| 2017 | Jeux bolivariens                         | Santa Marta          | 1er      | 4 x 400 m | 3 min 6 s 14  |
| 2018 | Jeux d'Amérique centrale et des Caraïbes | Barranquilla         | 3e       | 4 x 400 m | 3 min 4 s 35  |

## Records
| Épreuve      | Épreuve   | Temps              | Lieu     | Date             |
| ------------ | --------- | ------------------ | -------- | ---------------- |
| 400 mètres   | Plein air | 45 s 62            | Trujillo | 23 juin 2012     |
| 800 mètres   | Plein air | 1 min 44 s 31 (NR) | Belém    | 26 novembre 2013 |
| 800 mètres   | En salle  | 1 min 47 s 86      | Liévin   | 14 février 2012  |
| 1 500 mètres | Plein air | 3 min 42 s 75 (NR) | Santiago | 14 mars 2014     |